# Liga Nacional de Nueva Zelanda 2001
La Liga Nacional de Nueva Zelanda 2001 fue la trigésima primera edición de la antigua primera división del país. Fue la segunda edición bajo el formato de National Soccer League. El Central United obtuvo su segundo título al vencer al Miramar Rangers en la final.

## Ascensos y descensos
| Pos | de la Liga Nacional |
| --- | ------------------- |
| 10º | Nelson Suburbs      |

| Pos | de la Promoción      |
| --- | -------------------- |
| 1º  | Tauranga City United |

## Equipos participantes
| Equipo                      | Ciudad           |
| --------------------------- | ---------------- |
| Central United              | Auckland         |
| Red Sox Manawatu            | Palmerston North |
| Dunedin Technical           | Dunedin          |
| Metro FC                    | Auckland         |
| Miramar Rangers             | Wellington       |
| Napier City Rovers          | Napier           |
| Tauranga City United        | Tauranga         |
| University-Mount Wellington | Auckland         |
| Waitakere City FC           | Waitakere        |
| Woolston Technical          | Christchurch     |

## Clasificación
| Pos | Equipo                      | PJ | G  | E | P  | GF | GC | Dif | Pts |
| --- | --------------------------- | -- | -- | - | -- | -- | -- | --- | --- |
| 1   | Miramar Rangers             | 18 | 13 | 4 | 1  | 53 | 24 | 29  | 43  |
| 2   | Central United              | 18 | 10 | 5 | 3  | 49 | 27 | 22  | 35  |
| 3   | Red Sox Manawatu            | 18 | 11 | 1 | 6  | 37 | 28 | 9   | 34  |
| 4   | University-Mount Wellington | 18 | 10 | 4 | 4  | 30 | 24 | 6   | 34  |
| 5   | Napier City Rovers          | 18 | 8  | 4 | 6  | 41 | 41 | 0   | 28  |
| 6   | Waitakere City              | 18 | 7  | 4 | 7  | 46 | 37 | 9   | 25  |
| 7   | Tauranga City United        | 18 | 6  | 2 | 10 | 33 | 39 | -6  | 20  |
| 8   | Dunedin Technical           | 18 | 6  | 2 | 10 | 32 | 40 | -8  | 20  |
| 9   | Woolston Technical          | 18 | 2  | 5 | 11 | 21 | 39 | -18 | 11  |
| 10  | Metro FC                    | 18 | 1  | 1 | 16 | 15 | 58 | -43 | 4   |

J: partidos jugados; G: partidos ganados; E: partidos empatados; P: partidos perdidos; GF: goles a favor;
 GC: goles en contra; DG: diferencia de goles; Pts: puntos
|  | Clasificación a los playoffs |

|  | Promoción con los ganadores de las ligas Norte, Centro y Sur |

## Playoffs

### Semifinales
| 19 de agosto de 2001 | Miramar Rangers | 1:0 | Central United | -, Wellington |  |
|                      | Brown           |     |                |               |  |

| 19 de agosto de 2001 | Red Sox Manawatu                     | 4:0 | University-Mount Wellington | -, Palmerston North |  |
|                      | Eaton · Field · Sandbrook · Lochhead |     |                             |                     |  |

### Final preliminar
| 26 de agosto de 2001 | Central United          | 5:2 | Red Sox Manawatu   | -, Auckland |  |
|                      | Ridenton · Aliaga · Eie |     | Brown · Cunniliffe |             |  |

### Final
| 3 de septiembre de 2001 | Miramar Rangers | 2:3 | Central United | Estadio North Harbour, North Shore |                            |
|                         | Brown           |     | Eie            | Árbitro(s): Bruce Grimshaw         | Árbitro(s): Bruce Grimshaw |

| Bandera de Nueva Zelanda          |
| Campeón Central United 2.º título |